# 東森洋片台
EBC東森洋片，是東森電視旗下的頻道之一。以播出歐美電影為主。開播於2001年。

## 沿革
- 1998年1月，「中都電影台」開播
- 2000年5月5日，更名為 「東森洋片台」。
- 2005年1月1日，定頻於有線電視66頻道。
- 2015年11月10日，更換台標為「EBC東森洋片」。
- 2017年6月27日起，啟用高畫質版本「EBC東森洋片HD」。
- 2020年6月1日，東森洋片台改為24小時全日播出，收播時間改為每月第1個週四02:00~06:00。

## 台湾境外广播
即使中国大陆政府一直不批准台湾任何电视台在中国大陆落地，但在中国大陆一些县级有线数字电视也会提供东森洋片台等政治色彩并不浓厚以及无新闻资讯节目的台湾电视频道。

## 外部連結
- 東森洋片台 （页面存档备份，存于）（繁體中文）
- 東森電影洋片粉絲團的Facebook專頁
- 東森洋片的Instagram帳戶